# Nico Gleirscher
Nico Gleirscher (Innsbruck, 17 de marzo de 1997) es un deportista austríaco que compite en luge en la modalidad individual. Es hijo del piloto de luge Gerhard Gleirscher, y su hermano David compite en el mismo deporte.
Ganó cuatro medallas en el Campeonato Mundial de Luge entre los años 2021 y 2025, y tres medallas en el Campeonato Europeo de Luge entre los años 2022 y 2025.

## Palmarés internacional
| Campeonato Mundial | Campeonato Mundial    | Campeonato Mundial | Campeonato Mundial     |
| Año                | Lugar                 | Medalla            | Prueba                 |
| ------------------ | --------------------- | ------------------ | ---------------------- |
| 2021               | Königssee (Alemania)  | Medalla de oro     | Individual (velocidad) |
| 2024               | Altenberg (Alemania)  | Medalla de plata   | Individual             |
| 2025               | Whistler (Canadá)     | Medalla de plata   | Equipo                 |
| 2025               | Whistler (Canadá)     | Medalla de bronce  | Individual             |
| Campeonato Europeo |                       |                    |                        |
| Año                | Lugar                 | Medalla            | Prueba                 |
| 2022               | St. Moritz (Suiza)    | Medalla de bronce  | Individual             |
| 2024               | Igls (Austria)        | Medalla de plata   | Individual             |
| 2025               | Winterberg (Alemania) | Medalla de bronce  | Individual             |